# Sesto Rondò
Sesto Rondò is een metrostation in de Italiaanse stad Milaan dat werd geopend op 28 september 1986 en wordt bediend door lijn 1 van de metro van Milaan.

## Ligging en inrichting
Het station ligt onder de Piazza IV Novembre in het verlengde van de Viala Antonio Gramsci, in de gemeente Sesto San Giovanni. In 1840 werd aan dit plein het spoorwegstation van Sesto geopend dat tot 1966 dienst deed. In verband met de gewenste verbreding tot vier sporen en capaciteitsvergroting van het station werd ter hoogte van het goederenstation bij Sesto 1º Maggio FS een nieuw station gebouwd. Voor de burgers die de vier sporen wilden oversteken werd een voetgangersbrug gebouwd die in 1986 werd gesloopt nadat de voetgangerstunnel van het metrostation gereed was. De verdeelhal en perrons zijn ingedeeld volgens het standaardontwerp uit 1955 van de Milanese metro. De afwerking is echter meer in stijl van de jaren 80 van de twintigste eeuw. De verdeelhal heeft geen eigen toegangen tot de straat maar ligt aan de zuidkant tegen de voetgangerstunnel die het Piazza Garibaldi aan de oostkant van het spoor met de Piazza IV Novembre verbindt. In deze tunnel zijn ook een kiosk en een bar te vinden, bovendien is deze tunnel doorlopend te gebruiken ook als het metrostation gesloten is voor publiek. Het station ligt buiten de gemeente Milaan en valt dan ook onder het interlokale tarief.